# Campeonato Goiano Segunda Divisão
Il Campeonato Goiano Segunda Divisão è il secondo livello calcistico nello stato del Goiás, in Brasile.

## Stagione 2021
- Anapolina (Anápolis)
- Aparecida (Aparecida de Goiânia)
- Goiânia (Goiânia)
- Goiatuba (Goiatuba)
- Inhumas (Inhumas)
- Morrinhos (Morrinhos)
- Novo Horizonte (Ipameri)

## Albo d'oro

### Era amatoriale
| Anno | Campione      |
| ---- | ------------- |
| 1960 | Sírio Libanês |
| 1961 | Santa Rita    |

### Era professionistica
| Anno | Campione            |
| ---- | ------------------- |
| 1964 | Riachuelo           |
| 1965 | CRAC                |
| 1966 | Ceres               |
| 1967 | Nacional            |
| 1968 | Ceres               |
| 1969 | Rio Verde           |
| 1980 | Monte Cristo        |
| 1981 | Nacional            |
| 1982 | Rio Verde           |
| 1983 | Nacional            |
| 1984 | Goiatuba            |
| 1985 | Goianésia           |
| 1986 | Santa Helena        |
| 1987 | América             |
| 1988 | Quirinópolis        |
| 1989 | Rio Verde           |
| 1990 | Anápolis            |
| 1991 | Piracanjuba         |
| 1992 | Ceres               |
| 1993 | Rio Verde           |
| 1994 | Buritialegrense     |
| 1995 | Bom Jesus           |
| 1996 | Pires do Rio        |
| 1997 | Goiatuba            |
| 1998 | Goiânia             |
| 1999 | Aparecida           |
| 2000 | Vila Nova           |
| 2001 | CRAC                |
| 2002 | Jataiense           |
| 2003 | CRAC                |
| 2004 | Mineiros            |
| 2005 | Atlético Goianiense |
| 2006 | Goiânia             |
| 2007 | Novo Horizonte      |
| 2008 | Santa Helena        |
| 2009 | Morrinhos           |
| 2010 | Aparecidense        |
| 2011 | Rio Verde           |
| 2012 | Anápolis            |
| 2013 | Anapolina           |
| 2014 | Caldas Novas        |
| 2015 | Vila Nova           |
| 2016 | Rio Verde           |
| 2017 | Grêmio Anápolis     |
| 2018 | CRAC                |
| 2019 | Jaraguá             |
| 2020 | Jataiense           |
| 2021 | Goiatuba            |
| 2022 | Inhumas             |
| 2023 | Goiatuba            |

## Titoli per squadra
| Squadra             | Città                 | Titoli     | Titoli         | Titoli |
| Squadra             | Città                 | Amatoriali | Professionisti | Totale |
| ------------------- | --------------------- | ---------- | -------------- | ------ |
| Rio Verde           | Rio Verde             | 0          | 6              | 6      |
| CRAC                | Catalão               | 0          | 4              | 4      |
| Goiatuba            | Goiatuba              | 0          | 4              | 4      |
| Ceres               | Ceres                 | 0          | 3              | 3      |
| Nacional            | Itumbiara             | 0          | 3              | 3      |
| Anápolis            | Anápolis              | 0          | 2              | 2      |
| Goiânia             | Goiânia               | 0          | 2              | 2      |
| Jataiense           | Jataí                 | 0          | 2              | 2      |
| Santa Helena        | Santa Helena de Goiás | 0          | 2              | 2      |
| Vila Nova           | Goiânia               | 0          | 2              | 2      |
| América             | Morrinhos             | 0          | 1              | 1      |
| Anapolina           | Anápolis              | 0          | 1              | 1      |
| Aparecida           | Aparecida de Goiânia  | 0          | 1              | 1      |
| Aparecidense        | Aparecida de Goiânia  | 0          | 1              | 1      |
| Atlético Goianiense | Goiânia               | 0          | 1              | 1      |
| Bom Jesus           | Bom Jesus de Goiás    | 0          | 1              | 1      |
| Buritialegrense     | Buriti Alegre         | 0          | 1              | 1      |
| Caldas Novas        | Caldas Novas          | 0          | 1              | 1      |
| Goianésia           | Goianésia             | 0          | 1              | 1      |
| Grêmio Anápolis     | Anápolis              | 0          | 1              | 1      |
| Inhumas             | Inhumas               | 0          | 1              | 1      |
| Jaraguá             | Jaraguá               | 0          | 1              | 1      |
| Mineiros            | Mineiros              | 0          | 1              | 1      |
| Monte Cristo        | Goiânia               | 0          | 1              | 1      |
| Morrinhos           | Morrinhos             | 0          | 1              | 1      |
| Novo Horizonte      | Ipameri               | 0          | 1              | 1      |
| Piracanjuba         | Piracanjuba           | 0          | 1              | 1      |
| Pires do Rio        | Pires do Rio          | 0          | 1              | 1      |
| Quirinópolis        | Quirinópolis          | 0          | 1              | 1      |
| Riachuelo           | Goiânia               | 0          | 1              | 1      |
| Santa Rita          | Goiânia               | 1          | 0              | 1      |
| Sírio Libanês       | Goiânia               | 1          | 0              | 1      |